# علي حيدر سليمان

صورته مع عبد الكريم قاسم

علي حيدر بن سليمان بك بن علي بك سيلاحشور السوراني هو سياسي عراقي كردي، شغل مناصب وزارية في العهد الملكي في العراق، مثل وزير الاقتصاد ووزير المواصلات والأشغال ووزير الإعمار. ولد في راوندوز في 4 آذار 1905. وهو من مؤسسي جماعة الأهالي.
أسس مع طلاب الثانويات «جمعية النهضة المدرسية» في الموصل، وترأسها مع يونس السبعاوي.
وقد درس في الجامعة الأمريكية في بيروت للفترة 1924-1930 وحصل على شهادة البكالوريوس منها في العلوم السياسية.
في بيروت، شارك مع محمد حديد وعبد الفتاح إبراهيم وعبد الجبار عبد الله في تأسيس أول جمعية طلابية عراقية خارج البلد، وضمت تلك الجمعية شخصيات مؤثرة ومهمة في تاريخ العراق، وشكلت النواة الأولى لجمعية الرابطة الثقافية التي تأسست في بغداد.
عاد إلى العراق حيث انضم السلك الدبلوماسي سنة 1937 بعد فترة قضاها في مدرسا في المدرسة الثانوية ودار المعلمين، كما أخذ يلقي بعض المحاضرات على طلاب المدرسة الحربية ومدرستي الكرخ والتفيض. وبسبب تأثره بمجموعة من الاتجاهات الفكرية، التي قرأ عنها في بيروت، فإن الكتاب المدرسي الذي ألفه بعنوان «تاريخ الحضارة الاوربية» أثار عليه ثائرة المسؤولين، الذين عدوه ذا نزعة ثورية، فنقلوه من التعليم إلى التفتيش المدرسي، لكن خشيتهم منه زادت هذه المرة أكثر، لينقلوه من جديد إلى ديوان المعارف ليعمل مديرا للامتحانات والنشر والترجمة وبسبب موقفه من ثورة 1941، أنهيت خدماته لكنه ظل يمارس العمل السياسي.
كما كان أحد الأعضاء العراقيين الستة في مجلس الإعمار الذي تأسس عام 1950، بالإضافة إلى صالح مهدي حيدر وبابا علي الشيخ محمود الحفيد ومحمد حديد ونديم الباجه جي وعبد الأمير الأزري.
انتخب نائبا في مجلس النواب منذ سنة 1948 لثلاث دورات متتالية. كما عمل سفيرا للعراق في بون عاصمة ألمانيا الغربية عام 1957، واستمر بالمنصب بعد ثورة 14 تموز 1958 ثم سلم السفارة لعبد السلام عارف بعد خلافه الأخير مع عبد الكريم قاسم. كما عين سفيرا في واشنطن عام 1959.
وعمل وكيلا لوزير الخارجية بالوكالة، كما عين سفيرا في روما سنة 1966 ثم أحيل على التقاعد في آذار 1966.
استوزر عدة مرات منها انه أصبح وزيرا للشؤون الاجتماعية 1948 ووزيرا للمواصلات 1949 ووزيرا للاقتصاد 1954 .كما انتخب نائبا في البرلمان منذ سنة 1948 لثلاث دورات متتالية.
كتب علي حيدر سليمان مقالاً في إحدى المجلات تنبأ فيه باحتمال عودة العلاقات بين أمريكا والصين نتيجة قيام فريق أمريكي للتنس باللعب في الصين.. وهكذا كان.. كتب أحد طلاب كلية الآداب في جامعة بغداد رسالة ماجستير عن علي حيدر وقد زوده مير بصري صاحب موسوعة (اعلام الكورد) بما توفر لديه من معلومات عنه، تزوج علي حيدر سليمان من عائلة القطان في الموصل فاصبح هو عديلاً لكل من رفيق طاهر الجلبي وصلاح الدين الصباغ.
توفي في بغداد بتاريخ 10/9/1991 وقد اشتركت شخصيات حكومية رسمية في مراسيم التشييع وحضور مجلس الفاتحة والحفل التأبيني له في اربعينيته في الحضرة القادرية.

## مؤلفاته
- تاريخ المدنية الأوربية (1932)
- تاريخ أوروبا الحديثة (1937)
- ترجم كتاب «هل للإنسان مستقبل؟» للفيلسوف البريطاني بيرتراند راسل وصدر الكتاب سنة 1985 .
- تاريخ الحضارة الأوروبية الحديث (1985).